# 加特曼反应
加特曼反应（Gattermann反应）以德国化学家路德维希·加特曼（Ludwig Gattermann）命名，可以指：
- 向芳环引进卤素：芳香重氮盐中的重氮基，在新制铜粉和盐酸或氢溴酸作用下，被其他基团置换的反应。[1] 相应用氯化亚铜/溴化亚铜的反应称为Sandmeyer反应。[2]

- 向芳环引进甲酰基：氯化铝等路易斯酸催化下，氢氰酸与芳香族化合物（如苯）作用生成芳香醛的反应。为亲电芳香取代机理。[3]